# Хёрринг, Хуго Аймонт
Хуго Аймонт Хёрринг (дат. Hugo Egmont Hørring; 17 августа 1842, Копенгаген, Дания — 13 февраля 1909, там же) — датский государственный деятель, председатель Совета (премьер-министр) Дании (1897—1900).

## Биография
Родился в семье бакалейщика. В 1868 году окончил Копенгагенский университет.
Служил на различных должностях в министерстве внутренних дел, в 1882 году был назначен директором Королевской Гренландской торговой кампании. В 1888 году вошёл в состав Государственной комиссии по инвентаризации, а также был назначен председателем комиссии по разработке законопроекта о патентах на промышленные изобретения.
В 1889—1897 гг. — министр внутренних дел Дании.
В 1897—1900 гг. — председатель Совета (премьер-министр) Дании, одновременно — министр финансов. На этом посту он безуспешно пытался провести тарифные и налоговые реформы. Осуществил мероприятия по укреплению Копенгагена, принимая во внимание возможную войну между Великобританией и Россией. Вследствие невозможности провести свои законотворческие инициативы через парламент подал в отставку.
С 1896 года являлся членом правления фонда развития и поддержки Det Classenske Fideicommis, а с 1906 года являлся директором Ипотечного Банка, в том же году он стал распорядителем двора короля Кристиана IX.
Похоронен на кладбище Гарнисона.

## Награды и звания
Награжден Большим Крестом ордена Данеброг.